# José Cademartori
José Luis Cademartori Invernizzi (La Serena, 24 de septiembre de 1930-Santiago de Chile, 25 de junio de 2024) fue un ingeniero comercial, escritor, académico y político chileno. Fue elegido como diputado en cuatro periodos consecutivos representando al Partido Comunista. En 1973 ocupó el cargo de Ministro de Economía en el gobierno de la Unidad Popular.

## Biografía
Nació en La Serena. Hijo de un comerciante italiano, pasó gran parte de su infancia y juventud en la ciudad de Arica. Estudió en varias escuelas católicas, además del Liceo de Arica en el norte del país y en el Patrocinio de San José de Santiago. Ingresó a la Escuela de Economía de la Universidad de Chile donde obtuvo su título de Ingeniero comercial en 1953.

### Vida política
Entre 1952 y 1953 trabajó como asesor del Ministro de Hacienda Juan Bautista Rossetti, para luego ingresar al Ministerio de Minería a cargo de Clodomiro Almeyda. Cuando el presidente Carlos Ibáñez del Campo cambió de gabinete y sacó a Almeyda, se trasladó a la CORFO. En esa época aún no militaba en ningún partido político hasta que en 1954 se casa con Xenia Dujisin, quien pertenecía al PCCh. Desde ese momento ingresó de manera definitiva al Partido Comunista, entidad que aún se encontraba en la ilegalidad debido a la Ley Maldita de 1948.
En 1957 fue elegido diputado por la Séptima Agrupación Departamental "Santiago", Primer Distrito, apoyado por el  Partido del Trabajo. Resultó reelecto para los periodos 1961-1965, 1965-1969 y 1969-1973. En estas tres ocasiones, fue como candidato del Partido Comunista. En su carrera parlamentaria participó de la Comisión Permanente de Hacienda y la Comisión Mixta de Presupuesto.
El 5 de julio de 1973 fue nombrado como Ministro de Economía por el presidente Salvador Allende, cargo que ocupó hasta el Golpe de Estado del 11 de septiembre. Estuvo preso durante tres años en la Escuela Militar, en la Isla Dawson y en Ritoque, hasta que fue enviado al exilio en 1976. Vivió en Venezuela, donde junto a socialistas, radicales y democratacristianos organizó el "Grupo de Caracas", que pretendía organizar a los exiliados y exigir la recuperación de la democracia en Chile. Pasó un año en Cuba y cuatro años en la República Democrática Alemana hasta su regreso al país en 1988, semanas antes del plebiscito que sacó del poder a Augusto Pinochet.

### Escritor
Tras el fin de la dictadura militar, se convirtió en escritor y comenzó su actividad académica, también realizó publicaciones de artículos críticos al neoliberalismo. Colaboró en Le Monde diplomatique, La Nación y Punto Final. Además de escribir los siguientes libros:  
- La economía chilena: un enfoque marxista; ed. Santiago: Universitaria, 1968.
- La economía chilena: un enfoque marxista; 2.ª ed. Santiago: Universitaria, 1971.
- La economía chilena: un enfoque marxista; 3.ª ed. Santiago, Chile: Universitaria, 1972.
- Chile: el modelo neoliberal; ed. Santiago: ChileAmérica CESOC : ICAL, 1998.
- La globalización cuestionada;  2.ª ed. Santiago de Chile: Universidad de Santiago de Chile, 2012.
- Marx en el siglo XXI: la vigencia del(os) marxismo(s) para comprender y superar el capitalismo actual;  1.ª ed. Santiago de Chile : LOM Ediciones, 2011.
- Memorias del exilio; Santiago de Chile : Editorial USACH, 2012.
- La Humanidad Sobrante. Una Indagación sobre el Desempleo; 1.ª ed. Universidad de Santiago de Chile, 2014. Enlaces externos